# TEE Watteau
Le TEE Watteau était un train rapide qui reliait Paris Nord à Tourcoing, de 1978 à 1991. Exploité par la SNCF, le TEE Watteau était un Trans-Europ-Express (donc uniquement en première classe) jusqu'à la fin des service d'hiver le 28 septembre 1990 dans le sens pair et 31 mai 1991 dans le sens impair puisqu'il cessait définitivement de circuler.
Le nom de ce TEE fait référence à Watteau, peintre dessinateur français né à Valenciennes (1684-1721).

## Parcours et arrêts
- 2 octobre 1978 Paris Nord, Arras, Douai, Lille, Roubaix, Tourcoing (271 km) mais la date du 1er octobre est mentionné dans l'ouvrage comme le début du service d'hiver le dimanche avec les circulations expliquées ci-après. Dans le sens pair l'arrêt Arras est supprimé. Ne circule pas les dimanches et fêtes, et en haute saison d'été[1].
- 29 septembre 1990 TEE 38 supprimé pour un rapide qui comporte les deux classes[1].
- 2 juin 1991 TEE 39 supprimé pour un rapide qui comporte les deux classes[1].

## Numérotations
- 1er octobre 1978 TEE 39-38[1].

## Matériel et compositions
- 1er octobre 1978 Voitures SNCF, 1 rame provisoire comprenant : 7 A9tj, 1 A5rtj, 1 WR (rouge), et voitures TEE SNCF, 1 rame comprenant : 1 A4Dtu, 4 A8u, 1 A3rtu, 1 Vru. Pour chacune des rames, roulements combinés sur TEE 35-36-39 et TEE 34-37-38, avec permutation des rames chaque jour[1].
- 27 mai 1979 Voitures TEE type Mistral 69 de la SNCF, 2 rames comprenant : 1 A4dtu, 5 A8u, 3 A8tu, 1 A5rtu, 1 Vru. Roulements sur deux jours combinés avec les TEE 35-36-39-34-37-38[1].

Restauration assurée par la CIWLT.